# نوردسوکر

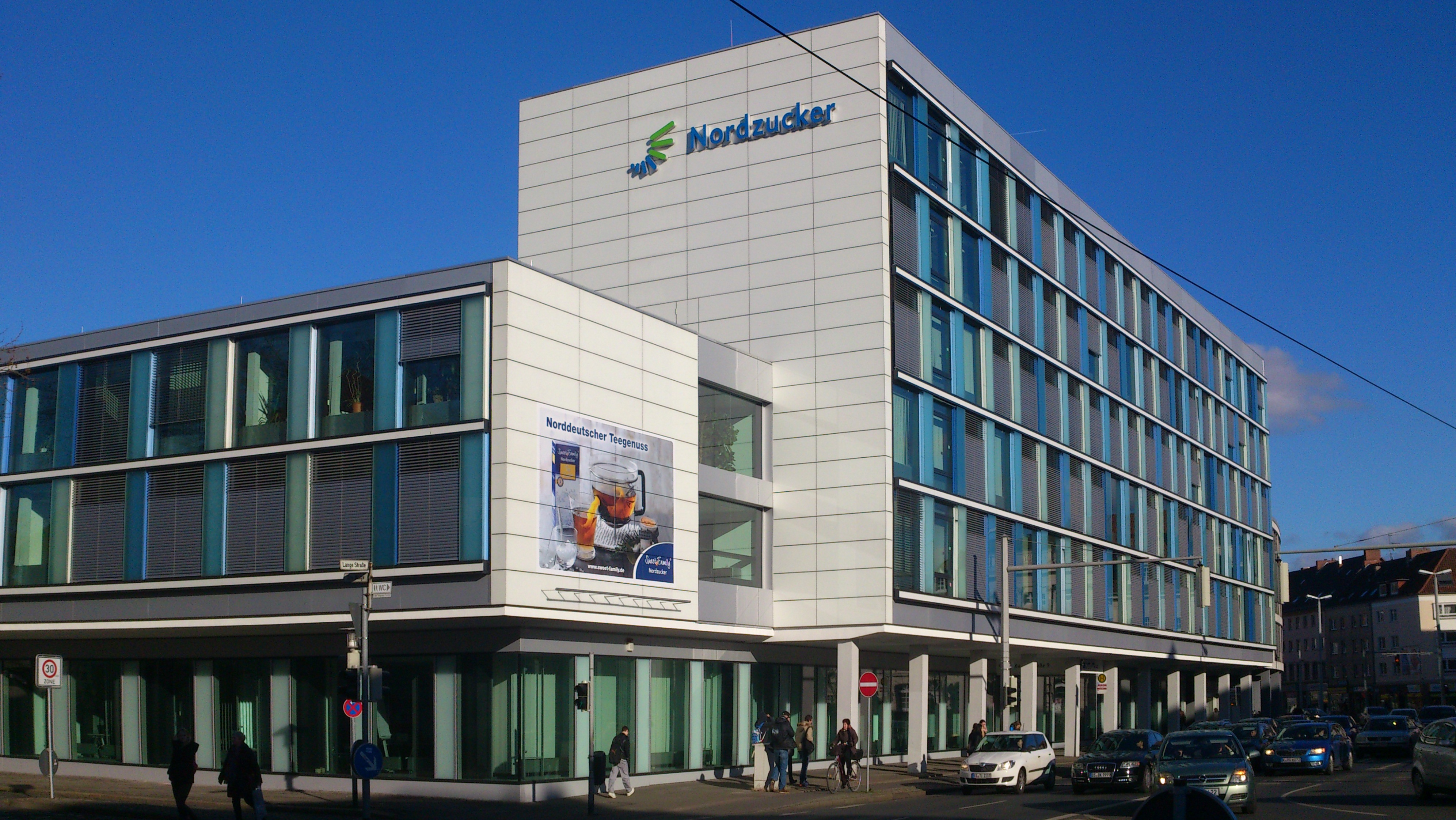
دفتر مرکزی نوردسوکر در براونشوایگ

نوردسوکر (به آلمانی: Nordzucker) شرکت صنایع غذایی آلمانی است، که در زمینه تولید شکر، نشاسته، زیست‌سوخت و محصولات فریزری فعالیت می‌کند.
شرکت نوردسوکر در سال ۱۹۹۷ تأسیس شد و اکنون دارای ۳ پالایشگاه شکر و ۱۵ کارخانه تولید شکر در کشورهای لیتوانی، فنلاند، بلژیک، سوئد، آلمان، مجارستان، لهستان و دانمارک می‌باشد و با تولید ۲٫۸ میلیون تن در سال، به‌عنوان ششمین تولید کننده شکر در جهان و دومین در اروپا محسوب می‌شود. دفتر مرکزی این شرکت در شهر براونشوایگ، آلمان قرار دارد.